# SecuROM
SecuROM — программа для защиты CD/DVD от копирования, созданная Sony DADC для управления защитой авторских прав цифровых продуктов. Чаще всего SecuROM применялся для защиты от нелицензионного копирования коммерческих компьютерных игр, работающих под платформой Microsoft Windows.
Работа защиты диска последних версий SecuROM основывается на принципе измерения позиции данных совместно с активацией цифрового носителя по Интернету. SecuROM получил широкое распространение в конце 2000-х годов, однако критиковался из-за необходимости подключения к Интернету для активации и ограниченного количества активации конкретного экземпляра продукта.
Начиная с 2015 года, продукты, защищенные SecuROM, больше не способны работать в ОС Windows Vista и выше из-за выхода обновления безопасности Microsoft MS15-097.